# Епистолия о неделе
«Епистолия о неделе» (греч. ῾Η ἐπιστολὴ τοῦ Κυρίου ἡμῶν ᾿Ιησοῦ Χριστοῦ, лат. Epistola Christi (Salvatoris) de seruanda domenica, др.-рус. Епистолия Господа нашего Иисуса Христа о… недели, Послание о воскресном дне) — апокриф, сказание о почитании недели — воскресного дня, в который нельзя трудиться, по легенде, написанное Богом Отцом или Иисусом Христом и либо принесённое архангелом Михаилом, либо упавшее с неба на алтарь святого Петра в Риме или у врат Ефремовых в Иерусалиме. По некоторым версиям, апокриф был написан золотыми буквами или Кровью Христовой. Текст создан в первоначальном варианте не ранее VI века на греческом или латинском языке. Апокриф получил широкое распространение в средневековой христианской письменности и был переведён на многие европейские и ряд восточных языков. В книжности православных славян, как южных, так и восточных, текст имел широчайшее распространение вплоть до первой половины XX века.

## Содержание
В произведении повествуется о том, как с неба падает камень, в котором обнаруживают «свиток». В свитке от имени Христа предписывается жить праведно и чтить воскресный день, поскольку в этот день свершилось много великих событий: Благовещение Пресвятой Богородицы, Крещение и Воскресение Господне, в этот же день произойдёт и Страшный суд. В разных версиях апокрифа (греческих, чешских и др.) дополнительно упоминаются другие события Священной истории, произошедшие в этот день. В заключении сказано, что не поверивший «писанию» будет проклят и обречён на муки.
Греческий текст начинается с вводной формулы: «Во имя Отца, и Сына, и Святого Духа. Аминь. Проповедь о воскресенье, дне святом и высочайшем, в который Иисус Христос, наш Господь и Бог, воскрес из мертвых. Благослови, Владыко». Далее сказано, что Эпистолия была найдена в Риме в храме апостола Петра. Она хранилась в алтаре, затем епископу Рима во сне явился апостол Пётр и открыл её местонахождение. Войдя в алтарь, епископ увидел Эпистолию, висевшую в воздухе. Он созвал весь народ, и три дня и три ночи все молили Бога о милости. Около третьего часа в руки епископа снизошло послание. Он открыл его и прочёл вслух. В послании Бог, обращаясь ко всем людям, говорил, что даровал им святой день воскресенье, но они не почитали его и не праздновали. Он послал на них варварские народы, но и тогда люди не покаялись. И только по молитвам Божией Матери, ангелов, святых, апостолов, мучеников и Иоанна Предтечи Бог вновь проявит милосердие, ожидая покаяния грешников. Далее сказано о тех, кто не имеет сострадания к вдовам, сиротам и нищим. Укоряются те, кто не сохранили Евангелия, Нового Завета и Крещения. Бог напоминает о повелении соблюдать пост всем крещёным по средам и пятницам, воздерживаясь от мяса, сыра и елея. Приведены примеры событий из Священного Писания, произошедших в воскресенье: Авраам принял Святую Троицу, Бог явился Моисею на горе Синай для дарования Закона, Благовещение Пресвятой Богородицы и Крещение Господне. Указано требование соблюдать воскресный день с девятого часа субботы до зари понедельника. Тем, кто не хранит воскресенья и другим грешникам Бог грозит карами. Провозглашается горе священнику, который не прочтёт это послание народу, городам и народам, которые не будут его слушать, разговаривающим во время Божественной литургии, не почитающим крёстных родителей, не верующим Священному Писанию, богатеющим за счёт ближнего, не платящим своим работникам, дающим деньги в рост, монахам, покидающим свои монастыри, оставляющим жену, чтобы жениться на другой. Осуждаются священники, совершающие службу, находясь в ссоре с ближними, поскольку им в таком случае не сослужат ангелы. Люди призываются к исповеданию грехов. В эпилоге от лица папы римского чтец вновь призывает слушавших почитать воскресный день.
Латинский текст не содержит вступления. Порицаются не почитающие воскресенья, не ходящие в церковь, не посещающие больных, не примиряющиеся с теми, с кем они в ссоре. Запрещается всякая работа в воскресный день, включая работу по дому, стрижку волос, стирку одежды, выпекание хлеба. Осуждаются те, кто в воскресенье клевещут на ближнего и ссорятся с ним. Не почитающие воскресного дня не имеют доли в будущем веке, и в этой жизни им сулятся страшные кары. Содержится напоминание платить церковную десятину. Исполняющим всё это обещается защита от зла. Священникам предписывается читать Эпистолию народу. В эпилоге, обращённом к некоему «недостойному епископу Петру», сказано, что послание не является подделкой или произведением рук человеческих, но написано перстом Бога и Господа нашего Иисуса Христа и снизошло на землю с Седьмого неба и от Престола Божия, чтобы народ узнал, как должным образом соблюдать воскресеный день.

## Текстология и история
Согласно одним вариантам текста, Эпистолия была обнародована на Западе — в Риме, согласно другим — на Востоке — в Иерусалиме, Вифлееме или Константинополе. В восточных вариантах иногда указывается 1057 год эры Селевкидов (746 год). Послание было прочитано народу неким патриархом Афанасием или патриархом Иоанникием. В предполагаемый период составления текста таких патриархов на Иерусалимской кафедре не было.
Первое свидетельство существования текста Эпистолии имеется в Послании Лициниана, епископа Нового Карфагена (Испания), Викентию, епископу Ивиса, написанном в 584 году. Лициниан призывает не доверять «посланию Христа», якобы упавшему с неба. В 28-м правиле Третьего Орлеанского собора 538 года и в проповедях Кесария Арелатского имеются предписания, согласующиеся с заповедями Эпистолии.
Древнейший сохранившийся латинский список относится к XI веку. В латинском варианте текста выделяются две редакции. Первая содержит длительное вступление, в котором сказано о том, как «Эпистолия» упала в Иерусалиме, а потом передавалась из рук в руки и, наконец, попала в Рим, вторая — краткая и не имеет вступления.
К латинскому варианту восходят древнеирландский текст VI—VIII веков его стихотворное переложение IX века, древнеанглийские гомилии, переводы на валлийский, среднеанглийский, средневерхненемецкий, старофранцузский, провансальский, каталанский, испанский, итальянский и другие языки. В 1158 году в Англии был переведён на иврит Ибн Эзрой.
По мнению ряда исследователей, первоначально апокриф был написан на греческом. Древнейшие греческие списки датируются XV веком и 1497 годом. Все восточные версии являются переводами с греческого: текст известен на армянском, сирийском, каршуни, арабском, эфиопском, грузинском языках.
Папа римский Захарий (679—752) относил Эпистолию к еретическим писаниям. На Латеранском соборе 745 года в распространении этого текста в Галлии обвинялся епископ Альдеберт Верденский. В 78-м параграфе капитулярия Карла Великого 789 года «Admonitio generalis» текст называется «наихудшим и самым ложным».
Эпистолия пользовалась большой популярностью в народной среде и переписывалась вплоть до начала XIX века. Её текст использовался в качестве амулета или оберега. В XIV веке распространялась флагеллантами
На Востоке отношение к Эпистолии было неоднозначным. Иногда её текст использовался в качестве учительного чтения при богослужении. В одном из греческих списков присутствует пометка, что текст читался в храме во второе воскресенье Великого поста, а в начале другого списка — слова «Благослови, Владыко», также указывающие на чтение при богослужении.

## Источниковедение
Первые исследователи рассматривали только гипотезу о появлении апокрифа на Западе. Этьен Балюз датировал её эпохой Каролингов и считал, что она появилась в Галлии. Ипполит Делеэ колебался между западной и восточной гипотезами появления сочинения.
По мнению К. Шмидта, источником предания о Эпистолии было одно из сочинений Петра, епископа Александрийского. Другие исследователи оспаривали связь этого текста с Эпистолией.
Мишель ван Эсбрук на основании анализа языка и рукописей предполагал греческое происхождение апокрифа. По мнению И. Бакус, гипотеза о западном происхождении хорошо согласуется с общей тенденцией развития церковной жизни на Западе (перенесение четвёртой заповеди о субботе на воскресенье, практика собирания церковной десятины и др.).

## Славянские тексты

### Текстология
Старшие известные кириллические списки относятся к XV веку. Древнейший известный русский список находится в сборнике Ефросина (XV век). В церковнославянской книжности Епистолия представлена двумя версиями, именуемыми по месту действия «Римская» и «Иерусалимская». Исследователи считают, что переводы обеих были выполнены в Болгарии с греческого языка. Также существует предположение, что «Иерусалимская» версия переведена на Афоне. «Римская» версия датируется XI—XII веками, «Иерусалимская» — XIII—XIV веками; русские списки, возможно, с XV века. «Иерусалимская» версия известна в краткой (возможно, сокращенной) и пространной редакциях. Возникновение этой версии А. Д. Седельников связывал с деятельностью иерусалимского патриарха Иоакима.
Особняком стоят древнейшие списки в составе хорватских глаголических рукописей XIII—XVI веков, содержащие перевод с латыни.
В XVI—XVII веках, вероятно, был выполнен новый перевод «Иерусалимской» версии, восходящий к позднейшей греческой обработке текста и широко представленный в «Дамаскинах» преимущественно с XVIII века.
В русской традиции названия апокрифа сильно варьируются: «Слово Образа нерукотвореннаго Господа Бога Спаса нашего Иисуса Христа»; «Епистолия святая неделя»; «Слово святая епистолия», «Послание Господа нашего Иисуса Христа с небесе спадшее в светы град Иерусалим»; «Епистолия Господа нашего Иисуса Христа о святей преславне благочестивей недели» и др.

### История
На Руси текст устойчиво фигурирует в числе «неисправленных и скровенных» памятников в списках «книг истинных и ложных» (начиная с древнейшей, возможно, конца XIV века, Чудовской редакции и заканчивая текстом, напечатанным в 1644 году в Москве в составе «Кирилловой книги»). В то же время наблюдаются, хотя и незначительные, попытки включения памятника в сборники уставных чтений (не позднее рубежа XV и XVI веков). В качестве поучения на 32-ю Неделю по Пятидесятнице Епистолия входит в Златоуст постный и недельный конца XV — начала XVI веков, а также помещена (без календарной приуроченности) в конце Торжественника триодного архаического состава того же времени.
С XVIII века в России Епистолия окончательно переходит в разряд «низового» чтения и широко распространяется в старообрядческой среде. Получила широкое распространение в украинской рукописной традиции. В Болгарии между 1880 и 1944 годами текст под разными заглавиями (чаще всего «Письмо от Бога к христианам») более 50 раз издавался в качестве душеполезно-пророческого чтения. В XX веке текст Епистолии оказал влияние на мистический жанр, называемый «святые („Вифлеемские“, „круговые“) письма», представляющие по сути позднейшую её модификацию.

### Народная среда
Епистолия оказала большое влияние на русский позднесредневековый религиозный фольклор. Её сюжет отразился в украинском и белорусском фольклоре и великорусских духовных стихах. На её основе был создан духовный стих «Свиток Иерусалимский», одно из наиболее популярных произведений.
С XVII века зафиксировано (возможно, имевшее место и ранее) использование текста Епистолии в качестве талисмана, в том числе носимого на теле в форме тетрадки или свитка, обычно вместе с апокрифами «Сон Богородицы» и «Сказание о двенадцати пятницах». Его списки сохранились в качестве вещественных доказательств в составе следственных дел по обвинениям в колдовстве и порче.

## Издания
- Baluze E. Capitularia regum Francorum. P., 1677. T. 2. P. 1369—1399;
- Fabricius J. A. Codex apocryphorum Novi Testamenti. Hamburgi, 1719. Vol. 1. P. 309—313;
- Епистолья о недели // Тихонравов Н. С. Памятники отреченной русской литературы. — М., 1863. — Т. 2. — С. 314—322;
- Ящуржинский Х. «Письмо»-апокриф // Киевская старина. — 1891. — № 11. — C. 300—302;
- Васильев А. Anecdota graeco-byzantina. — M., 1893. — T. 1. — P. 23—32;
- Hall I. H. The Letter of Holy Sunday // JAOS. 1893. Vol. 15. P. 121—142;
- Наиболее полное издание латинской версий: Delehaye H. Note sur la légende de la lettre du Christ tombée du ciel // BullAcBelg. 1899. P. 171—213;
- Delehaye H. Note sur la légende de la lettre du Christ tombée du ciel // Mélanges d’hagiographie grecque et latine. Brux., 1966. P. 150—178;
- Дикарев М. А. Апокрифы, записанные в Кубанской области // В кн. : Юбилейный сборник в честь В. Ф. Миллера, изданный его учениками и почитателями. — М., 1900. — C. 73—92;
- Лавров П. А. Апокрифические тексты // СбОРЯС. — СПб., 1901. — Т. 67. — № 4. — С. 152—162;
- Вилинский С. Г. Болгарские тексты «Епистолии о неделе» // Летопись Ист.-филол. о-ва при Новорос. ун-те. — Одесса, 1902. — Т. 10. — Виз.-слав. отд. — Т. 7. — с. 87—124;
- Радченко К. Ф. «Епистолия о неделе» по Филиппопольскому и Белградскому спискам // ЧИОНЛ. — 1904. — Кн. 18, вып. 2, отд. 3. — С. 1—21;
- Вилинский С. Г. Кирилло-Белозерский список «Епистолии о неделе» // Летопись Ист.-филол. о-ва при Новорос. ун-те. — Одесса, 1905. — Т. 13. — С. 1—22;
- Апокрiфи i легенди з украïнських рукописiв / Изд.: I. Франко. Львiв, 1906. Т. 4. С. 49—79;
- Bittner M. Der vom Himmel gefallene Brief Christi in seinen morgenländischen Versionen und Rezensionen. W., 1906. S. 1—240;
- Яворский Ю. А. Два замечательных карпато-русских сборника XVIII в., принадлежащих Университету св. Владимира // Киев. унив. изв. — 1910. — № 1. — Прибавления C. 23, 55—63;
- Цонев Б. Славянски ръкописи и старопечатни книги на Народната б-ка в Пловдив. София, 1920. С. 186—188;
- Коniř A. Cirkevněslovanské redakce apokryfu «Epištola na nedĕli» // Slavia. 1927—1928. Roč. 6. S. 308—334, 685—708;
- Седельников А. Из истории «Епистолии о неделе»: Иерусалимско-Иоакимовская версия у русских и у южных славян // Slavia. 1932. Roč. 11, seš. I, s. 56—72, seš. 2, s. 274—294;
- Епистолия и сказанье о неделе // Псковские летописи / Под ред. А. Н. Насонова. — М.; Л., 1955. — Вып. 2. — С. 150—153;
- Апокрифи / Съст. и ред.: Д. Петканова. София, 1981. С. 265—273, 396—398 (новоболг. пер.);
- Jовановић Т. Епистола о недельи у српским преписа // АрхПр. 2004/2005. Књ. 26/27. С. 465—516;
- Апокрифи новозаветни / Уред.: Т. Jовановић. Београд, 2005. С. 479—498, 544—545.